# Arhijerejsko namjesništvo osječko
Arhijerejsko namjesništvo osječko dio je Osječkopoljske i baranjske eparhije, jedne od pet episkopija Srpske pravoslavne crkve u Hrvatskoj. Sjedište namjesništva je u Osijeku, a arhijerejski namjesnik je protojerej-stavrofor Ratomir Petrović.

## Parohije
Namjesništvo se sastoji od sljedećih parohija:
- Belološka parohija - opslužuje dopsinski paroh
- Bjelobrdska parohija - paroh protojerej-stavrofor Zoran Simić
- Bračevačka parohija - opslužuje dopsinski paroh
- Budimačka parohija - opslužuje dopsinski paroh
- Čepinska parohija - opslužuje erdutski paroh
- Čepinskomartinačka parohija - opslužuje dopsinski paroh
- Daljska prva parohija - paroh jerej Miloš Kuzmanović
- Daljska druga parohija - paroh protojerej-stavrofor Milovan Vlaović
- Dopsinska parohija - paroh jerej Siniša Mićanović
- Erdutska parohija- paroh jerej Zoran Gojić
- Gaboška parohija - paroh jerej Vladimir Nedeljković
- Koprivnačka parohija - opslužuje petrovoslatinski paroh
- Majarska parohija - opslužuje dopsinski paroh
- Markušička parohija - paroh protojerej-stavrofor Dobrivoj Filipović
- Osječka prva parohija - paroh protojerej Aleksandar Đuranović
- Osječka druga parohija - opslužuje paroh osječke prve parohije
- Ostrovska parohija - paroh protojerej Branislav Polimac
- Paučjenska parohija - opslužuje dopsinski paroh
- Petrovoslatinska parohija - paroh protojerej-stavrofor Miljen Ilić
- Poganovačka parohija - opslužuje dopsinski paroh
- Sarvaška parohija - opslužuje bjelobrdski paroh
- Silaška parohija - opslužuje petrovoslatinski paroh
- Slobodnovlastska parohija - opslužuje dopsinski paroh
- Šodolovačka parohija - paroh jerej Nenad Lazić
- Tenjska prva parohija - paroh protonamesnik Dragoslav Šalajić
- Tenjska druga parohija - paroh protonamesnik Nenad Lazić

Napomena: parohije u kurzivu nemaju svog paroha i opslužuju ih parosi iz drugih parohija